# Abrégé de l'histoire de Port-Royal
Abrégé de l'histoire de Port-Royal est une œuvre historique de Jean Racine, retraçant l'histoire de l'abbaye de Port-Royal jusqu'en 1664.
Racine se concentre sur la période suivant la réforme d'Angélique Arnauld. Janséniste, il exprime un point de vue favorable à l'abbaye. L'œuvre est une des rares traces de son activité d'historien. Rédigée à la fin de sa vie, elle reste inachevée, et est seulement publiée au milieu du XVIIIe siècle par son fils Louis.